# Університет Віадріна

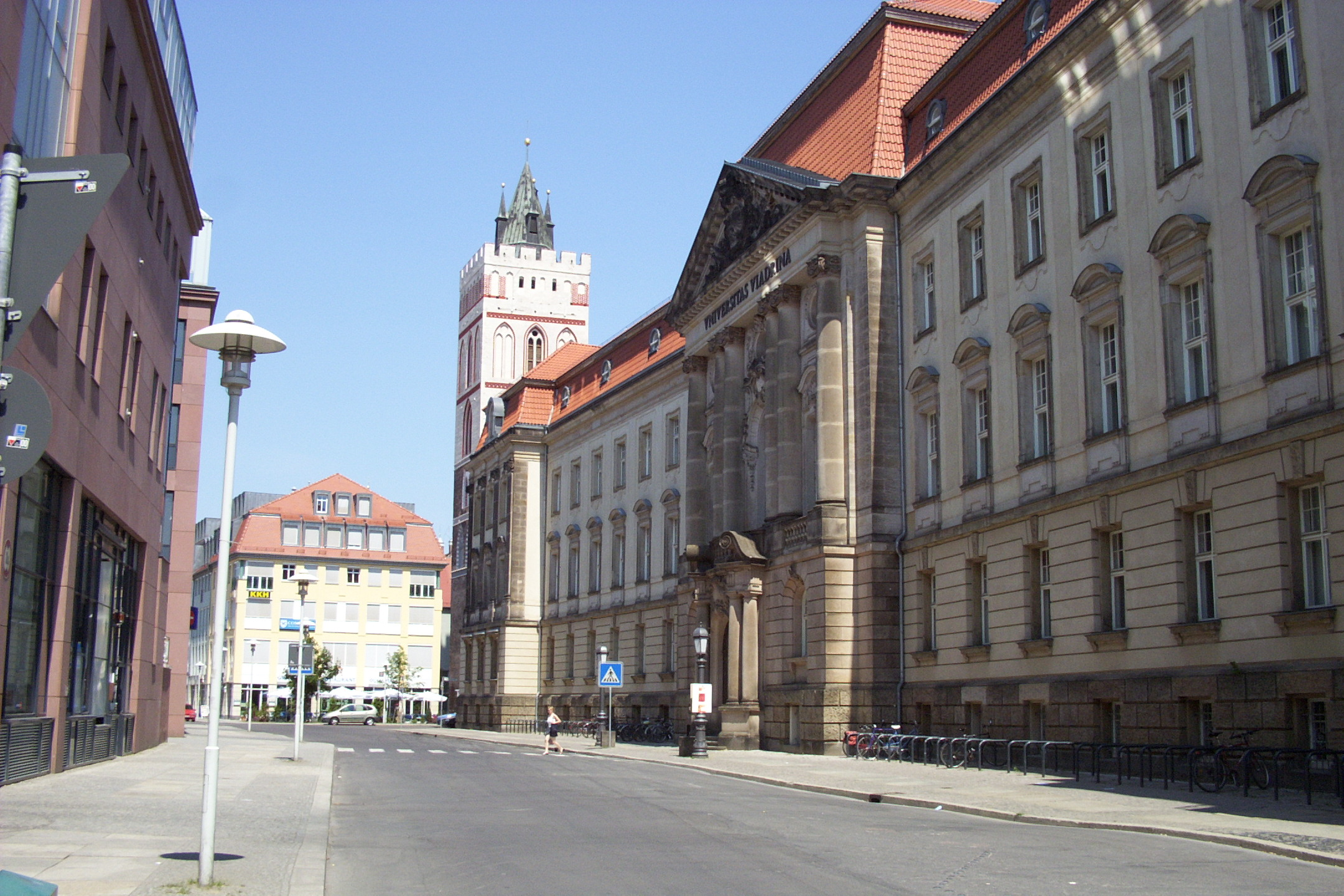
Головний корпус університету на Гросе-Шарнштрасе, 59 (Große Scharrnstraße 59)

Університет Віадріна, Європейський університет Віадріна у Франкфурті-на-Одері (пол. Europejski Uniwersytet Viadrina we Frankfurcie nad Odrą, нім. Europa-Universität Viadrina in Frankfurt) — польсько-німецький університет. Виник у 1991 році. Місцеперебування — Франкфурт-на-Одері, ФРН. Викладається право, економіка та культурологія. Ректором вишу є доктор Гюнтер Плойгер.
Назва «Віадріна» (пол. Viadrina) походить із латини і означає «На Одері» (пол. nad Odrą).
У 2004 році в університеті навчалося 4777 студентів. 33 % студентів — з Польщі. У 2013—2014 навчальному році виш уже налічував 6645 студентів. 24,74 % з них були іноземцями із загалом 93 країн, серед яких 695 студентів із Польщі.
З моменту поновлення діяльності у 1991 році пріоритетом навчального закладу є контакти з Польщею, тому в 1998 році університет Віадріна спільно з польським університетом ім. Адама Міцкевича з Познані заснував Колегіум Полонікум у Слубіце як навчально-наукову установу двох сусідніх держав.

## Історія
Первинний «Університет Віадріна» (Alma Mater «Viadrina») засновано в 1506 році. У той час тут студіювало 900 студентів з Німеччини, Польщі, Швеції, Норвегії, Данії. Франкфурт мав тоді всього 5000 мешканців, тож місто, власне, було університетським. У 1811 «Viadrina» перенесена до Вроцлава. 15 липня 1991 року відновлено «Університет Віадріна».

## Цікаві факти
У жовтні 2010 року юридичний факультет вишу започаткував проєкт під назвою Wiki-Watch (www.wiki-watch.de). Цей проєкт повинен дати відповідь на питання, наскільки можна довіряти Вікіпедії. (Див. ).